# ایزا دنیلی

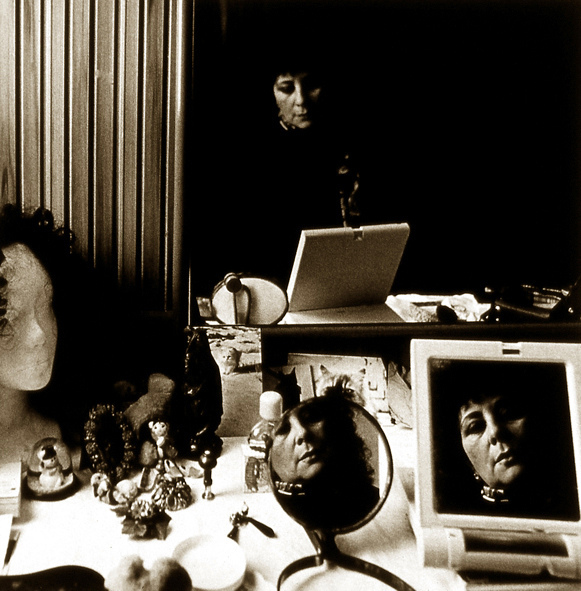

ایزا دنیلی (ایتالیایی: Isa Danieli؛ زادهٔ ۱۳ مارس ۱۹۳۷) بازیگر اهل ایتالیا است. 
از فیلم‌ها یا برنامه‌های تلویزیونی که وی در آن نقش داشته است، می‌توان به کاپری، سینما پارادیزو، ماکارونی، دختر زیبا و فردیناند و کارولینا اشاره کرد. 
دنیلی برنده جایزه انجمن ملی فیلم ایتالیا بهترین بازیگر نقش مکمل زن در سال ۱۹۸۶ شده است.